# Трумот
«Трумо́т», также «Терумот» (мн. ч. др.-евр. תרומות‬, «возношения», ед. ч. תרומה‬) — трактат Мишны, шестой в разделе «Зраим». Содержит законы, касающиеся даров, которые израильские земледельцы отдавали коэнам (священникам-ааронидам) из своего урожая.

## Предмет рассмотрения
Обычай освящать долю от урожая — очень древний, он упоминается в Моисеевом законе без подробностей, как само собой разумеющийся факт:

Все лучшее из елея и все лучшее из винограда и хлеба, начатки их, которые они дают Господу, Я отдал тебе; все первые произведения земли их, которые они принесут Господу, да будут твоими; всякий чистый в доме твоем может есть это.
— Чис. 18:12, 13, речь, обращённая к Аарону.
Также:

Объяви левитам и скажи им: когда вы будете брать от сынов Израилевых десятину, которую Я дал вам от них в удел, то возносите из нее возношение Господу, десятину из десятины, и вменено будет вам это возношение ваше, как хлеб с гумна и как взятое от точила; так и вы будете возносить возношение Господу из всех десятин ваших, которые будете брать от сынов Израилевых, и будете давать из них возношение Господне Аарону священнику.
— Чис. 18:26—28
Согласно Исх. 23:19, начатки от плодов следовало приносить в Иерусалимский храм. Согласно Неем. 10:35—39, по возвращении из вавилонского плена так и делали. В дальнейшем слова Торы истолковали так, что речь там идёт о двух разных приношениях: первые плоды следовало приносить в храм на праздник (правила этого приношения описаны в трактате Мишны «Бикурим»), а долю из лучшей части урожая — отдавать священникам на месте. Эту долю назвали תרומה גדולה (трума гдола) — «великое возношение». Другой вид возношения — תרומת מעשר (трумат маасер), «десятинное возношение», которое отдавали левиты из полученной ими десятины. Слово «трума» происходит от רום — «поднимать», то есть для известной цели выделять нечто из большего количества. Соответственно, в Торе словом «трума» называются приношения для постройки скинии, налог на содержание храма, доля, предназначенная священникам от жертв и от военной добычи, доля священника от выпечки (хала) и десятина левитов. Понятия «трума гдола» и «трумат маасер» в Библии не упоминаются, они введены позже.
Великое возношение отделяли от всех видов съедобных растений (Тора предписывает отделять его только от хлеба, вина и оливкового масла). Отделять возношение было обязательно только в земле Израиля (позже постановили, что закону о возношении подлежит Сирия и Вавилония). Возношение следовало отделять и есть в состоянии ритуальной чистоты, это следует из Чис. 18:13; пользоваться возношением разрешалось только священникам и членам их семей (Лев. 22:10). Человек, по ошибке съевший запрещённое для него возношение, должен был возместить его, прибавив «пятую долю», то есть 1/4 съеденного (на основании Лев. 22:14). Возношение отдавалось свежим продуктом, исключение составляли оливки и виноград — с них предпочтительней было отдавать возношение маслом и вином. Отделение возношения сопровождалось произнесением известной формулы.
Порядок выделения великого и десятинного возношений составляет предмет рассмотрения в трактате «Трумот». В Мишне устанавливается размер великого возношения (для десятинного возношения размер определён Торой), порядок отделения и использования. Комментарии к Мишне имеются в Тосефте и в Иерусалимском Талмуде; в Вавилонском Талмуде трактат отсутствует.

## Содержание
Трактат «Трумот» в Мишне содержит 11 глав и 101 параграф. Как и многие другие трактаты, он начинается с числового правила (перечисляются 5 категорий лиц, возношение которых недействительно), а заканчивается любопытным прецедентом.
- Глава первая рассматривает ситуации, связанные с неправомерным отделением возношения — в каких случаях такое возношение всё-таки действительно, а в каких нет. Например, возношение, отделённое недееспособным, или с украденных продуктов недействительно; возношение, отделённое человеком в состоянии опьянения или обработанным продуктом за необработанный действительно, хотя так делать нельзя.
- Глава вторая рассматривает случаи отдачи возношения продуктом иного рода, чем тот, за который оно отдаётся.
- Глава третья описывает проблемные ситуации с возношением, например, что делать, если продукт оказался испорченным или если допущена оговорка при отделении возношения. В параграфе 6 описана очерёдность отделения долей урожая: сначала первые плоды, потом возношения, потом десятины.
- Глава четвёртая устанавливает размер великого возношения: от 1/60 до 1/40 урожая, причём при отделении возношения запрещено точно отмерять. Описывается случаи, когда возношение выделяется в другом размере. Затем Мишна переходит к рассмотрению случаев, когда уже отделённое возношение смешивается с оставшимся продуктом. Определяется, что при доле возношения в смеси меньше, чем 1:100 смесь не становится запрещённой.
- Глава пятая продолжает рассмотрение вопроса о смеси, содержащей возношение; такая смесь называется מדומע (медума) и запрещена несвященникам. Обсуждается вопрос о том, как поступать, если в смеси присутствует ритуально нечистый компонент.
- Глава шестая определяет порядок возмещения со стороны того, кто ошибочно воспользовался запрещённым для него возношением.
- Глава седьмая описывает случаи, когда возмещается лишь стоимость съеденного без дополнительного штрафа (например, если возношением накормили ребёнка). Рассматриваются сомнительные случаи возникновения «медумы».
- Глава восьмая рассматривает случаи порчи возношения. Основная часть главы посвящена запрету оставлять жидкости в открытом виде; это запрет касается воды, вина и молока.
- Глава девятая рассматривает вопрос о том, как поступать, когда возношение посеяно.
- Глава десятая посвящена вопросам, связанным с употреблением возношения в пищу; например, кто может есть суп, приправленный луком возношения.
- Глава одиннадцатая рассматривает вопросы, связанные с переработкой возношения (например, можно ли вываривать вино), а также вопросы о том, как поступать с остатками возношения (например, косточками от плодов). Заканчивает трактат дискуссия о том, как можно использовать «светильное масло» (שמן שריפה), т. е. ритуально нечистое масло возношения, которое идёт на освещение.

## Затрагиваемые темы
- В Тосефте 1:10—12 описаны права и обязанности опекунов.
- В Тосефте 2:12 описаны границы земли Израиля согласно представлениям того времени.
- В Тосефте 3:1 рассматривается юридический статус пьяного: пьяный признаётся вменяемым во всех отношениях, что совпадает и с современной точкой зрения.
- В Тосефте 5:8 приводится обоснование для установленного Мишной размера великого возношения на основании библейских стихов Чис. 31:30 и Иез. 45:13.
- Мишна 8:12 и комментирующий её параграф Тосефты 7:20 содержат принцип, согласно которому не разрешается пожертвовать одним человеком, чтобы спасти другого. Однако если этот человек был указан преследователями, то ситуация становится неоднозначной и требует учёта других факторов. Практическим применением этого принципа занимались многие специалисты по галахе, поскольку он становится актуальным в ситуациях, связанных с антиеврейскими преследованиями.